# 鵜沼朝日町
鵜沼朝日町（うぬまあさひまち）は、岐阜県各務原市の地名。現行行政町名は鵜沼朝日町一丁目から鵜沼朝日町五丁目。

## 地理
各務原市の東部の鵜沼地区に位置する。町域の東部と南部は鵜沼大伊木町、西部は前渡東町及び航空自衛隊岐阜基地、北部は鵜沼三ツ池町、鵜沼各務原町に接する。
戦後、陸軍各務原飛行場東飛行場を開拓した地区である。地名の「朝日町」は「朝日が天に昇るがごとく開拓が成功して、社会に貢献すると共に各家庭が隆昌すること」を考慮した名である。かつては鵜沼町朝日区であった。
道路
- 岐阜県道17号江南関線
- 岐阜県道95号芋島鵜沼線
- 各務原駅前通り
- 産業通り

## 歴史
この地域は各務原台地の原野であったが、1917年（大正6年）に陸軍各務原飛行場が完成。この地域は各務原飛行場東飛行場となる。戦後、東飛行場の北半分（現在の鵜沼各務原町の一部）は地元の農家に払い下げられたが、南半分は開拓地として開放され、1945年（昭和20年）に岐阜陸軍航空整備学校の復員兵を中心に「農耕隊」を結成し開墾に着手する。1946年（昭和21年）には「各務原開拓団」が結成され、93戸が入植する。旧東飛行場は笹の原野を平坦にして固めたものであったため、開墾は困難であった。
1948年（昭和23年）4月、開拓地が稲葉郡鵜沼町朝日区として発足（地名としては鵜沼町字東旭、字西旭）。同年8月には各務原開拓団を発展解消し、「各務原開拓農協」が発足。開墾は進められ、1951年（昭和26年）に開墾が完了する。
朝日区は農業地域となり、サツマイモ、タバコ、スイカ、畜産（養豚）、酪農（乳牛、ヤギ）が行われ、サツマイモを利用した加工品（水飴、デンプン、ぶどう糖）を製造する工場も造られた。
昭和30年代から徐々に住宅や工場が建てられ、徐々に農地は減少。農業従事者も減少し、1973年（昭和48年）には「各務原開拓農協」が解散。
この地域一帯が鵜沼土地改良区西工区として区画整理され、1975年（昭和50年）1月21日、鵜沼朝日区（鵜沼字東旭、鵜沼字西旭）をもって鵜沼朝日町を設置する。

## 世帯数と人口
2024年（令和6年）10月1日現在の世帯数と人口は以下の通りである。
| 丁目             | 世帯数    | 人口    |
| ---------------- | --------- | ------- |
| 鵜沼朝日町一丁目 | 49世帯    | 100人   |
| 鵜沼朝日町二丁目 | 753世帯   | 1,649人 |
| 鵜沼朝日町三丁目 | 279世帯   | 646人   |
| 鵜沼朝日町四丁目 | 669世帯   | 1,491人 |
| 鵜沼朝日町五丁目 | 779世帯   | 1,915人 |
| 計               | 2,529世帯 | 5,801人 |

## 小・中学校の学区
市立小・中学校に通う場合、学区は以下の通りとなる。
| 番・番地等 | 小学校               | 中学校               |
| ---------- | -------------------- | -------------------- |
| 全域       | 各務原市立陵南小学校 | 各務原市立中央中学校 |

## 交通
- 各務原市ふれあいバス東西線朝夕便、稲羽線
- チョイソコかかみがはら
- 町内に駅は無い。最寄りの駅は名古屋鉄道各務原線二十軒駅、名電各務原駅。

## 主な施設
- 東ライフデザインセンター
- 陵南福祉センター
- 朝日コミュニティセンター
- 朝日稲荷神社
- 本栄寺